# Myrmephytum selebicum
Myrmephytum selebicum är en måreväxtart som först beskrevs av Odoardo Beccari, och fick sitt nu gällande namn av Odoardo Beccari. Myrmephytum selebicum ingår i släktet Myrmephytum och familjen måreväxter. Inga underarter finns listade i Catalogue of Life.